# گیلبرتو سیلوا
گیلبرتو سیلوا (به پرتغالی: Gilberto Aparecido da Silva) هافبک، مدافع اهل برزیل است که در شهر Lagoa da Prata آن کشور به دنیا آمده‌است.
گیلبرتو سیلوا در تیم‌های فوتبال América Mineiro ،اتلتیکو مینیرو، آرسنال، پاناتینایکوس، گرمیو و اتلتیکو مینیرو سابقهٔ حضور دارد. این بازیکن همچنین در سال، ۲۰۰۱ – ۲۰۱۰ ۹۳ بار برای، تیم ملی فوتبال برزیل به میدان رفته‌است و طی این مدت ۳ گل به ثمر رسانده‌است.